# Eddy Paape

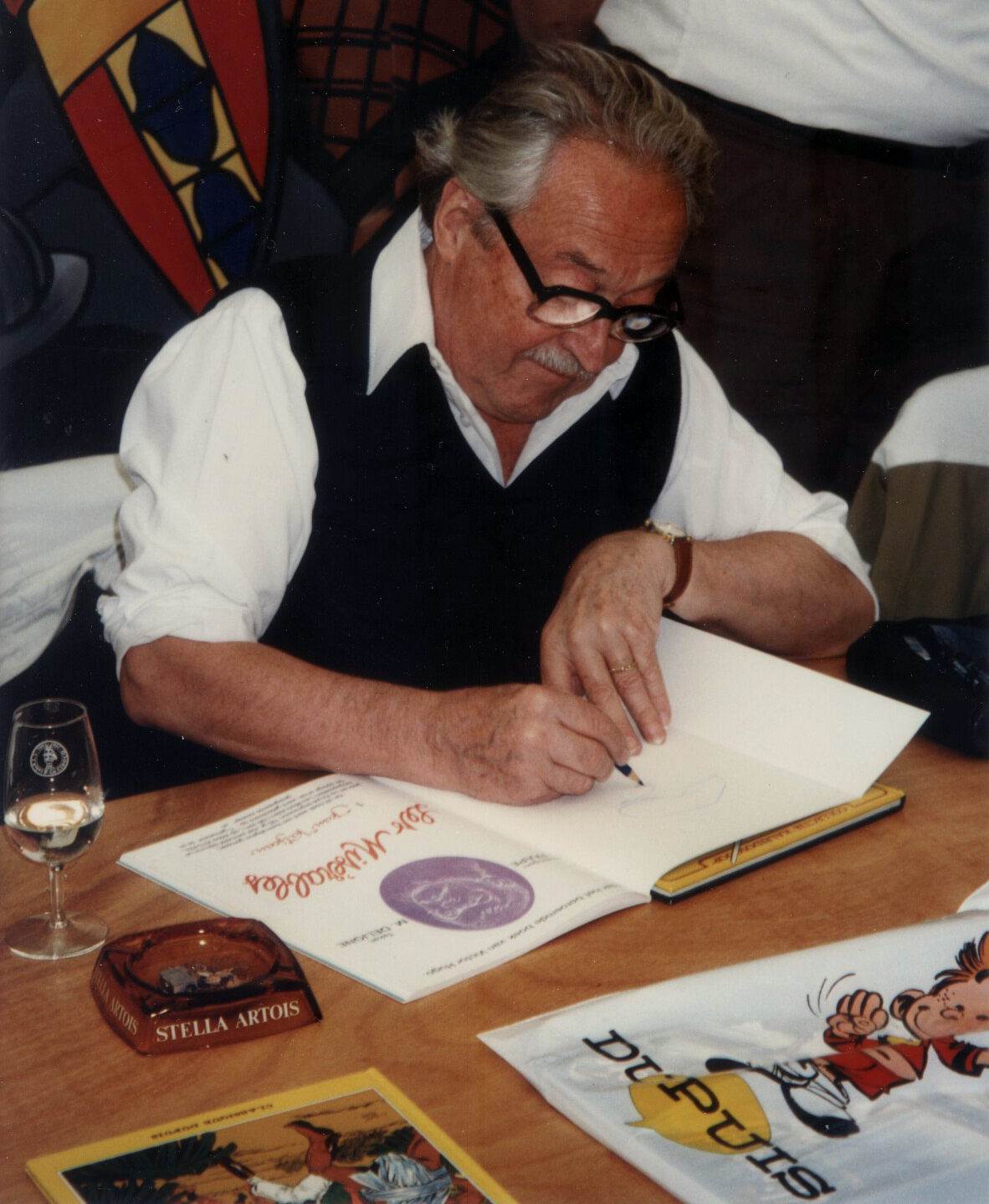
Eddy Paape, 1996

Édouard "Eddy" Paape (* 3. Juli 1920 in Grivegnée; † 12. Mai 2012 in Brüssel) war ein belgischer Comiczeichner.

## Werdegang
Eddy Paape studierte Kunst und Malerei. Da er von der Malerei nicht leben konnte, arbeitete er in der Trickfilmabteilung der CBA (Compagnie belge d'actualités), wo er Morris, André Franquin und Peyo kennenlernte. Über sie kam er mit Jijé in Kontakt, der ihm Valhardi anvertraute.
Er trat schließlich in die World’s Press von Georges Troisfontaines ein und half Victor Hubinon in Buck Danny, Surcouf und Tiger Joe sowie MiTacq in Die blauen Panther. Es kam zu einer langjährigen Zusammenarbeit mit Jean-Michel Charlier und Octave Joly. Eddy Paape war der erste Zeichner von Onkel Paul und zeichnete mit Marc Dacier seine erste eigene große Serie. Wenn nötig half er weiterhin in Buck Danny aus und sprang in Der rote Korsar ein, um Erscheinungslücken in Spirou und Pilote zu vermeiden.
Nach Unstimmigkeiten kehrte er Dupuis den Rücken und ging zu Le Lombard. Bereits 1966 erschienen die ersten Kurzgeschichten in Tintin. Greg schrieb für ihn Luc Orient. Weitere Serien entstanden mit André-Paul Duchâteau. Mit beiden Autoren kam es zwischen 1990 und 1994 erneut zu einer Zusammenarbeit.
Eddy Paape brachte als Zeichenlehrer jahrelang jungen Nachwuchskünstlern die Grundlagen des Comiczeichnens bei.

## Werke (Auswahl)
- 1946: Valhardi
- 1956: André Lefort
- 1958: Marc Dacier
- 1958: Winston Churchill
- 1962: Ned Tiger
- 1963: Pathos de Sétungac
- 1967: Luc Orient
- 1970: Tommy Banco
- 1971: Yorik
- 1978: Udolfo
- 1978: Carol Détective
- 1988: Les jardins de la peur
- 1990: Carol Détective
- 1992: Johnny Congo
- 1995: Les Misérables
- 2001: Der kleine Glücksbringer